# Александропольский договор
Александропольский договор (арм. Ալեքսանդրապոլի պայմանագիր, тур. Gümrü Anlaşması) — мирный договор, завершивший армяно-турецкую войну 1920 года. Был подписан на тот момент ещё непризнанным кемалистским правительством Турции и фактически потерявшим власть правительством Первой Республики Армении в ночь со 2 на 3 декабря 1920 года в Александрополе (современный Гюмри). Правительством Армянской ССР договор не был признан, однако оговоренная в нём потеря Карсской области, Сурмалинского уезда и районов Нахичевани, Шарура и Шахтахты Эриванской губернии, затем была закреплена Московским договором Советской России с Турцией и Карсским договором.

## Предыстория
Мирный договор был заключен по инициативе дашнакской Армении после разгрома её армии в скоротечной войне, инспирированной заключением Севрского мирного договора, подписанного 10 августа 1920 года представителями 14 государств, в том числе султанского правительства Турции. Оно признало Армению как «свободное и независимое государство», обе страны согласились подчиниться президенту США Вудро Вильсону по арбитражу границ в пределах вилайетов Ван, Битлис, Эрзурум и Трапезунд.
Великое национальное собрание Турции отказалось ратифицировать Севрский мирный договор как несправедливый и «колониальный», так как по его условиям пришлось бы отдать Армении часть территории, установленной «Национальным обетом». В понимании турок в эти территории входила не только Западная Армения, но и по крайней мере половина территории, которую в августе 1920 года контролировала Республика Армения (вся территория к западу от русско-турецкой границы, установленной после Русско-турецкой войны 1877—1878 годов).
Добиться исполнения Севрского договора Армения могла только военным путем, однако её 30-тысячной армии противостояла 50-тысячная турецкая. Успех в этой кампании мог бы обеспечить союз с Грузией, однако противоречия между соседними демократическими республиками преодолеть не удалось. Турецкая дипломатия действовала успешнее: после заседания Высшего военного совета 8 сентября в Анкаре в Тифлис выехал член правительства Юсуф Кемаль-бей, приславший оттуда телеграмму: «Дорога открыта».
14 сентября в Эривань прибыла советская делегация во главе с Борисом Леграном, который на следующий день предъявил армянскому правительству требования:
1. Отказаться от Севрского договора.
2. Разрешить советским войскам пройти через Армению для соединения с частями Мустафы Кемаля, что было жизненно важно для обеспечения советской помощи Турецкой республике.
3. Пограничные споры с соседями решать при посредничестве Советской России.

Армянская делегация отказалась признать первый пункт, по остальным же пунктам дала своё согласие и составила проект договора, по которому Советская Россия признавала независимость Армении и вхождение в её состав Зангезура, соглашаясь также выступить посредником между Арменией и Турцией в установлении армяно-турецкой границы.
Армянское наступление началось 19 июня 1920 г., и к 22 июня большая часть района, включая города Олти и угольный плес Пеняк, перешла под юрисдикцию Армении. С точки зрения турецких националистов именно вторжение армянских войск в район Олти послужило официальным поводом для новой турецко-армянской войны. Руководство Первой республики определенно недооценило как военную, так и идеологическую мощь турецких националистов, одновременно переоценив свои собственные ресурсы и силы, а также возможную поддержку со стороны своих западных союзников. 24 сентября война была официально объявлена.[кем?] После ряда неудачных атак армянские войска потеряли большую часть занятых ими территорий и 3 ноября 1920 года запросили о перемирии. Турецкая сторона выдвинула для него жесткие условия, ещё более ужесточив их к 7 ноября. Накануне, 6 ноября, Грузия объявила о своём нейтралитете, а ещё ранее грузинские войска попытались занять южную часть Ардаганского округа, представлявшего собой предмет территориального спора между Грузией и Арменией. Покинув один из занятых участков (район Окама), Грузия оставила за собой район озера Чылдыр, с 13 октября объявив его своим. Армения не смогла этому помешать из-за возобновившихся боёв с турками.
Поскольку требования турок от 7 ноября означали фактическую капитуляцию Армении, парламент республики отверг их, после чего военные действия возобновились. Турецкие войска продолжили наступление на Эривань, в то время как 13 ноября грузинские войска с согласия правительства Армении взяли под свой контроль нейтральную зону, установленную между двумя государствами в начале 1919 года, чтобы она не досталась туркам. Затем, продолжая двигаться на юг, грузины захватили весь сектор Лори (включая переданные Армении 17.01.1919 г. населённые пункты Джалал-Оглы и Санаин), на который претендовали со дня провозглашения независимости. По результатам спешно проведённого плебисцита Грузия присоединила эту территорию. 15 ноября представитель кемалистского правительства в Тифлисе предоставил Грузии гарантии территориальной целостности в награду за её нейтралитет в армяно-турецком конфликте.
15 ноября правительство Республики Армения обратилось к Великому национальному собранию Турции с предложением мирных переговоров. 18 ноября было заключено перемирие сроком на 10 дней, которое вскоре продлили до 5 декабря.

## Содержание договора
«Мирный договор между Турцией и Арменией» состоял из 16 статей.
Согласно договору, к Турции отходили Карсская область и Сурмалинский уезд Эриванской губернии с горой Арарат (свыше 20,7 тыс. кв. км), тогда как районы Нахичевани, Шарура и Шахтахты объявлялись временно находящимися под протекторатом Турции, где впоследствии «посредством плебисцита будет установлена особая администрация». Армения лишалась права вмешиваться в дела этой администрации, независимо от того, какую форму она примет.
В районах, отходивших к Турции, теоретически признавалась возможность плебисцита, но при этом Армения признавала их «неоспоримую историческую, этническую и юридическую связь с Турцией».
Армения лишалась права вводить обязательную воинскую повинность, а максимальная численность её армии устанавливалась в 1500 чел. при 8 орудиях и 20 пулемётах.
Советская Армения признавала аннулированным Севрский мирный договор и обязывалась отозвать из Европы и США свои делегации и «устранить от государственного управления всех лиц, провоцировавших и преследовавших империалистические задачи», а кроме того, признавала аннулированными все договоры, которые были заключены во вред Турции или затрагивали её интересы.
Турция получала право контролировать железные дороги и прочие пути сообщения Армении, «принимать военные меры» на территории Армении.
Оккупация турецкими войсками территорий, которые признавались по договору частью Армении (Александропольский уезд), могла быть прекращена в случае выполнения Арменией всех условий договора (что фактически означало возможность для Турции бесконечно продлевать оккупацию).
Договор также оговаривал права мусульманского населения Армении и порядок возвращения беженцев: «Договаривающиеся стороны соглашаются на возвращение на свои места в пределах бывшей границы всех беженцев за исключением тех, которые выселились в течение мировой войны и в рядах противника дрались против своего правительства, и тех, которые принимали участие в погромах».
Согласно статье 7, обе стороны «отказывались от всяких претензий по возмещению убытков, понесённых во время Первой мировой войны».
Договор подлежал ратификации в течение месяца после его подписания.

## Судьба договора
Александропольский договор был подписан через несколько часов после того, как представители дашнакского правительства заключили соглашение с полпредом РСФСР Леграном об установлении советской власти в Армении. 4 декабря 1920 года в Ереван вступила Красная Армия. Советское правительство Армении отказалось признать договор и объявило его аннулированным.
Де-факто вопросы, касающиеся прохождения армяно-турецкой границы, были решены в феврале-марте 1921 года на Московской конференции между Турцией и РСФСР (армянская делегация, по требованию Турции, на конференцию не была допущена). Тюрковед Павел Шлыков, комментируя территориальные уступки Советской России Турецкой республике, указывает: «Москве надо было определиться, что ей важнее: Карс или Батуми, который кемалисты тоже включили в границы „Национального обета“ 1920 года (то есть провозгласили исторически турецкой территорией). Поскольку Батуми был портовым городом и имел важное стратегическое значение, выбор был очевиден. Поэтому по итогам Московского договора 1921 года Турция передала только что провозглашенной Грузинской ССР Батуми, вернула Армянской ССР Александрополь (нынешний Гюмри), а Азербайджанской ССР — Нахичевань». Карсскую область Турция оставила за собой, так как это было закреплено Александропольским договором между Турцией и дашнакской Арменией.
Согласно Московскому договору, Нахичевань отходила к Советскому Азербайджану. Условия Московского договора от 16 марта 1921 года между Советской Россией и Турцией впоследствии были оформлены Карсским договором от 13 октября 1921 года между закавказскими советскими республиками и Турцией. Из Александропольского района турки вывели свои войска к середине мая 1921 года. 